# Sovánka István

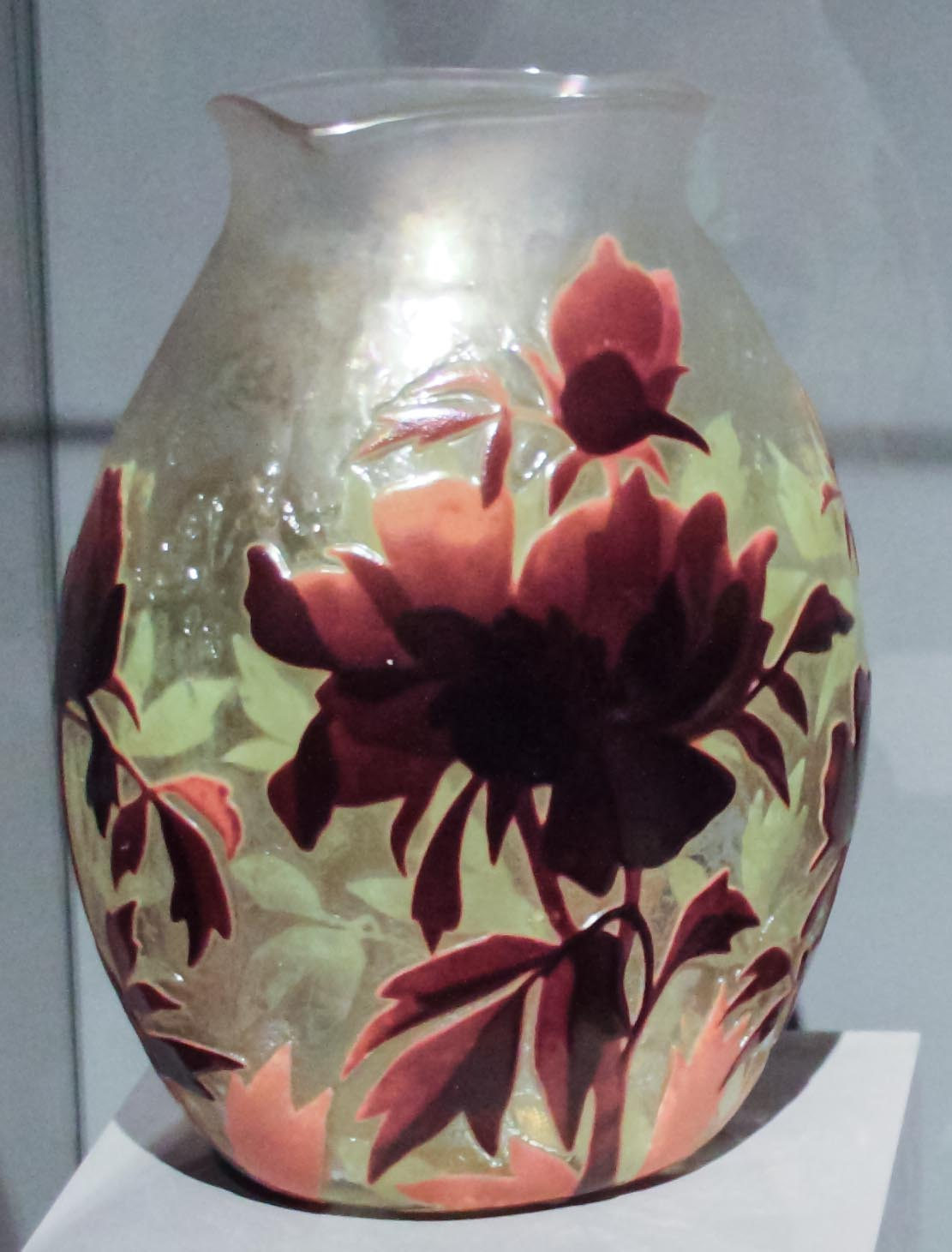
Váza őszi virágokkal

Sovánka István (Liptószentmiklós, 1858. december 26. – Sepsibükszád, 1944. február 23.) üvegművész.

## Pályafutása
1875-től 1880-ig Fadrusz Jánossal együtt a zayugróci fafaragó iskolában tanult, utána Zala György műtermében dolgozott. 1893-ban ő is benevezett Kolozsváron a Mátyás-szoborra meghirdetett pályázatra, amit végül Fadrusz János nyert meg. Sovánka pályázatát hatodik helyezettként pénzjutalomban részesítették, és rendkívül dicsérő kritikákat kapott.
Az üveges szakmával a zayugróci üveggyárban ismerkedett meg, majd 1881-től 1904-ig az üveggyár tervezőjeként dolgozott. Szobrász képzettsége okán az üveget is, az agyaghoz hasonlóan plasztikusan formálható anyagként kezelte. Többrétegű, maratással megmunkált üvegtárgyakat alkotott. Az üvegtárgyak felületére megrendelésre fényképeket, grafikákat maratott. Maratással készítette leghíresebb réteges üvegtárgyát is, amit az 1896-os millenniumi kiállításra készített keresztelőmedencét. Munkáiban tükröződik mind a korban divatos magyaros historizáló stílus, mind pedig a szecesszió.
1904-től a gömör vármegyei Újantalvölgyön dolgozott, az Egyesült Magyarhoni Üveggyárak Rt. üzemében. Kezdeményezte a gyertyánvölgyi üveghuta felújítását, ahol főképp a hazai piacra elérhető áron kívánt fogyasztási cikkeket gyártani. A kor nagy üvegművészeihez, Émile Galléhoz és Jean Daumhoz hasonlóan világítási és háztartási cikkeket is tervezett.
Ezután 1914-ig a sepsibükszádi gyárban dolgozott, majd az üzem leállása után visszavonult, fafaragással, játékgyártással és fényképezéssel foglalkozott.
Gyermekei Sovánka Károly (1893-1961) festőművész, grafikus, szobrász, vadász, Sovánka Rudolf (1884-1924) a Gloria borvízpalackozó társbérlője, Császár Istvánné Sovánka Stefánia Katalin és Sovánka Hermina.

## Elismerései
Az 1902-es torinói, az 1904-es St. Louis-i és az 1906-os milánói világkiállításon aranyérmet nyert.